# الرأس الأحمر (تونس)
الرأس الأحمر هو أحد رؤوس الساحل الشرقي للبلاد التونسية، ويقع على الساحل الشمالي لشبه جزيرة الوطن القبلي، شمال بلدة سيدي داود.